# Szafi’ici
Szafi’ici – zwolennicy jednej z czterech głównych sunnickich szkół prawa muzułmańskiego, wywodzącej się od Asz-Szafi’iego (zm. 820).
Założyciel szkoły, Asz-Szafi’i, uważany jest za „największego reformatora i systematyka prawa muzułmańskiego”. Jego prestiż przyczynił się do znaczenia tej szkoły. Za równoprawne obok Koranu źródło prawa uważa się w niej sunnę Proroka, co prowadzi do odrzucenia lub ograniczenia takich metod wyprowadzania prawa jak istislah czy istihsan. Asz-Szafi’i stworzył natomiast takie metody jak idżma i kijas, które posiadają podstawowe znaczenie w tej szkole, a ich wprowadzenie „jest wielką zasługą szafiʾitów”. Szafiʾizm obowiązywał w Egipcie do momentu jego podboju przez Fatymidów i później aż do okresu osmańskiego. Do czasu upowszechnienia się szyizmu w Iranie był tam główną szkołą prawa. Obecnie jest nadal popularny w Dolnym Egipcie, Jemenie, Azji Południowo-Wschodniej i Afryce Wschodniej.